# Сломка, Мирко
Ми́рко Сло́мка (нем. Mirko Slomka; 12 сентября 1967, Хильдесхайм, Нижняя Саксония) — немецкий футболист и тренер.

## Карьера
Будучи футболистом, Мирко Сломка провёл бо́льшую часть времени в клубах третьего дивизиона, лишь на закате карьеры попав в «Ганновер 96», в котором выступал до 1991 года.
В 1998 году Мирко начал тренировать молодёжный состав команды «Ганновер 96», а в 1999-м перешёл в берлинскую команду «Теннис-Боруссия». В 2001 году Сломка стал помощником главного тренера «Ганновера 96», спустя три года занял аналогичную должность в «Шальке 04». 10 января 2010 года Мирко Сломка подписал договор с клубом «Ганновер 96», став главным тренером представителя Бундеслиги. В конце 2013 года наставник был отправлен в отставку. 17 февраля 2014 года назначен главным тренером «Гамбурга». Контракт подписан до 30 июня 2016 года. Сменил на этом посту голландца Берта ван Марвейка. 15 сентября 2014 года Сломка был уволен.
В сезоне 2016/17 Мирко Сломка подписал контракт с «Карлсруэ». А в сезоне 2019/20 Сломка снова в качестве тренера вернулся в «Ганновер 96», с которого начинал свою тренерскую карьеру.

## Достижения как тренера
- Полуфинал Кубка УЕФА 2006
- Вице-чемпион Германии 2007
- Четвертьфинал Лиги чемпионов 2008